# Machimosaurus rex
Machimosaurus rex, pretpovijesni krokodil čiji je fosil otkriven 2016. godine u Tunisu na rubu Sahare ispod nekoliko centimetara debelog sloja pijeska. Machimosaurus rex živio je prije otprilike 130 milijuna godina.
Ovaj megakrokodil bio je gotovo dužine autobusa (preko 9 metara), a samo glava bila je duga preko 1.5 metara. Prema riječima Federica Fantija, voditelj tima koji je pronašao M. Rexa, bio je grabežljivac s jako velikom glavom i kratkim zubima, zbog čega vjeruju kako je imao “izrazito jaku snagu ugriza”, te vjeruju da je bio na vrhu prehrambenog lanca u svoje vrijeme, barem na području gdje je otkriven